# Ali Kana
Ali Kana est un général touareg libyen. 

## Biographie
Lors de la guerre civile libyenne de 2011, il commande les forces pro-Kadhafi dans la zone Sud. Après la prise de Tripoli, il quitte la Libye pour le Niger avec le général Ali Charif al Rifi, le chef de l'aviation. 
Il regagne ensuite discrètement la Libye et participe à la bataille d'Oubari qui oppose les Touaregs et les Toubous. Il participe ensuite aux négociations avec la médiation du Qatar qui aboutissent à la signature d'un accord de paix à Doha le 22 novembre 2015.
Le 6 février 2019, après le début de l'offensive du Fezzan menée par l'Armée nationale libyenne d'Haftar, Fayez el-Sarraj, le président du Gouvernement d'union nationale (GNA), nomme Ali Kana commandant de la « zone militaire sud » avec pour objectif de rétablir l'autorité de Tripoli dans la région de Sebha,,.